# Eupithecia turpicula
Eupithecia turpicula là một loài bướm đêm trong họ Geometridae.